# L'Affaire Savolta
Pour plus de détails, voir Fiche technique et Distribution.
L'Affaire Savolta ou en forme longue La Vérité sur l'affaire Savolta (La verdad sobre el caso Savolta), est un film dramatique et politique franco-italo-espagnol réalisé par Antonio Drove et sorti en 1980.
Adapté du roman éponyme d'Eduardo Mendoza paru en 1975, L'Affaire Savolta est l'un des premiers films espagnols qui abordent des thèmes politiques marxistes.

## Synopsis
En 1917, alors que la Grande Guerre fait rage et que les bolcheviks prennent le pouvoir en Russie, à Barcelone, les ouvriers communistes et anarchistes de l'usine d'armement du riche industriel Savolta décident de se mettre en grève. Le directeur de l'usine tue l'un des manifestants, exacerbant fatalement l'affrontement entre patrons et ouvriers. Le journaliste Domingues Pajarito De Soto profite des tensions pour dénoncer Savolta et ses hommes, en publiant dans les pages de son journal La voz de la Justicia un article dans lequel il révèle que les armes de l'usine sont vendues aux Allemands.

## Fiche technique
- Titre français : L'Affaire Savolta ou La Vérité sur l'affaire Savolta[2]
- Titre original espagnol : La verdad sobre el caso Savolta[3]
- Titre italien : Nell'occhio della volpe[4]
- Réalisateur : Antonio Drove
- Scénario : Mario Gallo (it), Antonio Drove, Antonio Larreta, d'après le roman éponyme d'Eduardo Mendoza paru en 1975[1].
- Photographie : Gábor Pogány, Gilberto Azevedo
- Montage : Guillermo S. Maldonado, Luciano Berriatua
- Musique : Egisto Macchi (it)
- Décors : Luis Argüello
- Production : Carlos Boué, Julian Buraya, Domingo Pedret, Mario Gallo (it), Claude Nedjar, Andrés Vicente Gómez
- Sociétés de production : Filmalpha, PC Domingo Pedret, NEF Diffusion
- Pays de production :  Espagne -  Italie -  France
- Langue originale : espagnol
- Format : couleurs par Eastmancolor - Son stéréo - 35 mm
- Durée : 120 minutes
- Genre : drame politique
- Dates de sortie :
  - Espagne : 4 février 1980 (Barcelone) ; 17 avril 1980 (Madrid)
  - France : 22 avril 1981
- Affiche : Macario Gómez Quibus (Espagne)

## Distribution
- José Luis López Vázquez : Pajarito
- Charles Denner : Lepprince
- Omero Antonutti : Savolta
- Ovidi Montllor : Miranda
- Ettore Manni : Claudedeu
- Alfredo Pea : Rovira
- Stefania Sandrelli : Teresa
- Pau Garsaball : Vazquez
- Alfred Lucchetti : Pablo
- Florencio Calpe : Parells

### Galerie de personnages
- Enrique Savolta : c'est le maître de l'usine. Il profite de son pouvoir absolu sans scrupule, en se salissant souvent les mains.
- Nicolas Claudedeu : (dont le nom de famille en catalan signifie « clé » ou « main » de Dieu), on l'appelle « l'homme à la main de fer », il est cruel envers les ouvriers, dur et conservateur. Dans le film, il a en fait une main de métal.
- Nicolás Claudedeu : il est l'avocat de l'entreprise Savolta. Il connaît très bien le contexte du meurtre de Savolta.
- Pere Parells : partenaire et conseiller de Savolta, c'est un homme intelligent qui est censé être athée mais qui suit avec ferveur les rites religieux en public.
- Javier Miranda : un jeune homme qui arrive à Barcelone en provenance de Valladolid à la recherche de la fortune. Il se rapproche de Lepprince, qui l'utilise à ses propres fins. Il a un caractère picaresque, méfiant, trompeur et vindicatif et semble vouloir atteindre ses objectifs à tout prix. Il se qualifie de « naufragé » dans un monde vulgaire, d'où sa solitude et son sentiment de frustration.
- Lepprince : est un autre personnage picaresque sans scrupules. Elle est d'origine française mais sa mère est espagnole. Elégant et jovial, comme Miranda il arrive à Barcelone dans le but de faire fortune. Il a tendance à manipuler tous ceux qui l'entourent.
- Alejandro Vázquez Ríos : il est le commissaire chargé de l'affaire Savolta. Il joue un rôle beaucoup plus important dans le roman que dans le film.
- Domingo Pajarito de Soto : c'est un utopiste au caractère presque donquichottesque. Il dénonce les conditions misérables des travailleurs dans le pamphlet La voz de la justicia.

## Production
Le film est adapté du roman éponyme écrit en 1975 par Eduardo Mendoza. Le roman a été considéré comme le précurseur de la fiction espagnole contemporaine et traite de thèmes politiques et sociaux situés loin dans le temps (la Première Guerre mondiale) avec un style narratif innovant pour l'époque.
La production du film a été déchirée par une série de problèmes qui ont abouti à une grève des travailleurs à laquelle le réalisateur lui-même a participé. La production a même envisagé de remplacer Drove alors que le tournage avait déjà commencé. Les difficultés majeures étaient principalement dues à la mauvaise organisation d'une production cinématographique, celle de l'Espagne, encore trop primitive et fortement influencée par les événements politiques de l'époque, encore en pleine transition vers la démocratie. Le film représente le premier véritable film espagnol qui aborde des thèmes politiques marxistes, tels que la lutte des classes, même si Drove ne semble pas prendre clairement parti sur les événements racontés.

### Mise en scène
Le film fait un usage intensif de gros plans, de plans moyens et de gros plans américains, principalement pour souligner le sentiment émotionnel des personnages. Le film est entrecoupé de parties documentaires d'époque, sans dialogue, montrant des scènes de la révolution bolchevique et de la Première Guerre mondiale. Le contraste entre les scènes d'archives, qui se déroulent en extérieur, et les événements racontés, qui sont presque tous tournés en intérieur, réunit deux temps de tournage différents et deux types d'espace différents, ce qui donne une seule narration globale qui confère une profondeur historique à l'élément fictionnel. Drove joue beaucoup sur les doubles plans narratifs et chaque personnage incarne la classe sociale de référence, transcendant le plan émotionnel par la dimension sociopolitique et culturelle, mettant ainsi en scène une véritable lutte des classes.

### Photographie
La photographie de Gilberto Azevedo et Gábor Pogány est sombre. Elles tentent de rendre l'« obscurantisme » qui régnait pendant la guerre, bien que l'Espagne n'ait pas été directement impliquée dans le conflit mondial.